# 지닌 존스
지닌 앤 존스(영어: Genene Anne Jones, 1950년 7월 13일 ~ )는 미국의 前 간호사이자 연쇄살인범이다. 간호사로 일하던 1970년에서 1982년까지 60명 이상의 어린 생명을 약물로 살해했다. 1984년에 유죄 판결을 받아 징역 99년형을 선고받았다. 그 후 2017년에 추가 기소된 사건에서도 유죄 판결을 받아 2018년에 실시하려던 가석방이 취소되고 종신형을 선고받았다.

## 초년기
존스는 미국의 한 나이트클럽 주인과 그의 부인에게 입양되었고, 1970년대 후반 간호학교에 다니기 전에 미용사로 일했다.

## 같이 보기
- 코토부키 조산원 사건